# ČSD-Baureihe 514.0
Die Fahrzeuge der ČSD-Baureihe 514.0 waren fünffachgekuppelte Güterzug-Tenderlokomotiven der Tschechoslowakischen Staatsbahnen (ČSD), die ursprünglich von der Ferdinands-Nordbahn (tschech. Severní dráha Ferdinanda; SDF) für die gesellschaftseigenen Kohlebahnen beschafft wurden.

## Geschichte
Die neun Lokomotiven wurden 1927 bei První česko-moravská (PČM) in Prag für die Industriebahn Mährisch Ostrau–Dombrau der Ferdinands-Nordbahn gefertigt. Da die ČSD den Betrieb der Kohlebahnen führte, wurden sie als 514.001 bis 514.009 in deren Bezeichnungsschema eingeordnet. Weitere drei Lokomotiven wurden 1930 nachbeschafft, sie erhielten die Nummern 514.010 bis 514.012. 1945 wurde die Ferdinands-Nordbahn verstaatlicht und firmierte nun als Ostravsko-karvinské kamenouhelné doly (OKD).
Als Nachfolgebauart beschaffte OKD 1950 drei Lokomotiven des ČKD-Typs EP 800. Sie erhielten zunächst die Nummern 514.013 bis 514.015, erst später wurden sie in die ČSD-Baureihe 525.0 eingeordnet.
Den 514.0 ähnliche Lokomotiven wurden 1947 auch von der Studénská-Štramberská dráha (Stauding-Stramberger Eisenbahn; StŠtD) beschafft. Sie wurden als Privatbahnlokomotiven mit den Nummern 514.901 und 514.902 in den Bestand der betriebsführenden ČSD eingereiht. Eine dieser Lokomotiven – die 514.901 – wurde nach der Verstaatlichung der StŠtD 1951 in die ČSD-Baureihe 514.0 eingereiht.
Bis in die 1960er Jahre wurden die Lokomotiven auf den Kohlebahnen um Ostrava eingesetzt, bis sie mit der beginnenden Traktionsumstellung entbehrlich wurden. 1967 wurde die letzte Lokomotive ausgemustert. Von der Baureihe 514.0 blieb kein Exemplar museal erhalten.